# Clase I-201
La clase I-200 de submarinos de la Armada Imperial Japonesa durante la  Segunda Guerra Mundial fue un moderno diseño de submarinos de alta velocidad, los más rápidos del conflicto. La denominación oficial japonesa era Senkou ( 潜高?  Sen, abreviatura de 潜水艦, Sensuikan, «Submarino», y kou, abreviatura de 高速, Kousoku, «alta velocidad»)
Se fabricaron tres ejemplares, numerados I-201, I-202 y I-203. Los I-204 a I-208 proyectados inicialmente no se completaron.
Desplazaban 1.291 toneladas, eran capaces de alcanzar una profundidad probada de 110 metros, estando armados con 4 tubos lanzatorpedos y ametralladoras antiaéreas de 25 mm, con afustes retraíbles para mantener la línea hidrodinámica. Fue un submarino diseñado para producción en masa. 
Era comparable al Tipo XXI alemán, pero el diseño japonés era superior en potencia, velocidad y armamento. Se trataba de submarinos de alto rendimiento, con 5.000 CV en sus motores, baterías de alta capacidad con 4.192 celdas dando el doble de potencia que los diseños alemanes. Desarrollaba 19 nudos sumergido, el doble que sus contemporáneos estadounidenses. Tenían un snorkel para operar sumergidos, recargando las baterías con sus motores diésel.
Se autorizó la construcción de 23 submarinos de este modelo, pero debido al negativo desarrollo de la guerra y la escasez de materiales, se inició la construcción de ocho, y sólo tres fueron finalizados antes de acabar la guerra, de los que ninguno llegó a entrar en combate.
Los submarinos I-201 y I-203 fueron inspeccionados por la Armada de EE. UU. al final de la contienda. Fueron parte del grupo de cuatro submarinos capturados (los gigantes I-400 e I-401, y los I-201 e I-203), trasladados a Hawái. Fueron hundidos en el mar en Hawái por torpedos de submarinos estadounidenses entre abril y mayo de 1946. La razón aparente era que técnicos soviéticos demandaban acceder a los submarinos y su tecnología.

## En ficción
En la película El diablo de las aguas turbias, protagonizada por Richard Widmark, se emplea el submarino I-203, convenientemente puesto al día. 